# Judô nos Jogos da Commonwealth de 2014
O judô nos Jogos da Commonwealth de 2014 foi realizado no Scottish Exhibition and Conference Centre em Glasgow, na Escócia, entre 24 e 26 de julho. Quatorze eventos foram disputados, sendo sete masculinos e sete femininos. O esporte estava ausente do programa desde a edição de Manchester 2002.

## Medalhistas
Masculino
| Evento          | Ouro                                | Prata                           | Bronze                                                        |
| Até 60 kg       | Ashley McKenzie ENG Inglaterra      | Navjot Chana IND Índia          | Razak Abugiri GHA Gana John Buchanan SCO Escócia              |
| Até 66 kg       | Colin Oates ENG Inglaterra          | Andreas Krassas CYP Chipre      | Siyabulela Mabulu África do Sul James Millar SCO Escócia      |
| Até 73 kg       | Daniel Williams ENG Inglaterra      | Adrian Leat NZL Nova Zelândia   | Jake Bensted AUS Austrália Jacques van Zyl RSA África do Sul  |
| Até 81 kg       | Owen Livesey ENG Inglaterra         | Tom Reed ENG Inglaterra         | Boas Munyonga ZAM Zãmbia Jonah Burt CAN Canadá                |
| Até 90 kg       | Zack Piontek RSA África do Sul      | Matthew Purssey SCO Escócia     | Andrew Burns SCO Escócia Gary Hall ENG Inglaterra             |
| Até 100 kg      | Euan Burton SCO Escócia             | Shah Hussain Shah PAK Paquistão | Jason Koster NZL Nova Zelândia Tim Slyfield NZL Nova Zelândia |
| Acima de 100 kg | Christopher Sherrington SCO Escócia | Ruan Snyman RSA África do Sul   | Jake Andrewartha AUS Austrália Mark Shaw WAL País de Gales    |

Feminino
| Evento         | Ouro                             | Prata                               | Bronze                                                              |
| Até 48 kg      | Kimberley Renicks SCO Escócia    | Shushila Likmabam IND Índia         | Amy Meyer AUS Austrália Chloe Rayner AUS Austrália                  |
| Até 52 kg      | Louise Renicks SCO Escócia       | Kelly Edwards ENG Inglaterra        | Lisa Kearney NIR Irlanda do Norte Kalpana Thoudam IND Índia         |
| Até 57 kg      | Nekoda Davis ENG Inglaterra      | Stephanie Inglis SCO Escócia        | Darcina Manuel NZL Nova Zelândia Connie Ramsay SCO Escócia          |
| Até 63 kg      | Sarah Clark ENG Inglaterra       | Helene Wezeu Dombeu CMR Camarões    | Faith Pitman ENG Inglaterra Katie Jemima Yeats-Brown ENG Inglaterra |
| Até 70 kg      | Megan Fletcher RSA África do Sul | Moira de Villiers NZL Nova Zelândia | Sally Conway SCO Escócia Alix Renaud-Roy CAN Canadá                 |
| Até 78 kg      | Natalie Powell WAL País de Gales | Gemma Gibbons ENG Inglaterra        | Hortense Mballa Atanga CMR Camarões Ana Laura Portuondo CAN Canadá  |
| Acima de 78 kg | Sarah Adlington SCO Escócia      | Jodie Myers ENG Inglaterra          | Annabelle Laprovidence MRI Maurício Rajwinder Kaur IND Índia        |

## Quadro de medalhas
| Ordem | País             | Medalha de ouro | Medalha de prata | Medalha de bronze | Total |
| ----- | ---------------- | --------------- | ---------------- | ----------------- | ----- |
| 1     | Inglaterra       | 6               | 4                | 3                 | 13    |
| 2     | Escócia          | 6               | 2                | 5                 | 13    |
| 3     | África do Sul    | 1               | 1                | 2                 | 4     |
| 4     | País de Gales    | 1               |                  | 1                 | 2     |
| 5     | Nova Zelândia    |                 | 2                | 3                 | 5     |
| 6     | Índia            |                 | 2                | 2                 | 4     |
| 7     | Camarões         |                 | 1                | 1                 | 2     |
| 8     | Chipre           |                 | 1                |                   | 1     |
|       | Paquistão        |                 | 1                |                   | 1     |
| 10    | Austrália        |                 |                  | 4                 | 4     |
| 11    | Canadá           |                 |                  | 3                 | 3     |
| 12    | Gana             |                 |                  | 1                 | 1     |
|       | Irlanda do Norte |                 |                  | 1                 | 1     |
|       | Maurícia         |                 |                  | 1                 | 1     |
|       | Zâmbia           |                 |                  | 1                 | 1     |
| TOTAL | TOTAL            | 14              | 14               | 28                | 56    |